# Romersk triumf
En romerske triumf (latin: triumphus) var en civil ceremoni og religiøs ritual i antikkens Rom, som blev afholdt for offentligt at fejre og helliggøre en militærkommandørs succes. Sådanne succeser bestod bl.a. i at have ledt romerske styrker til sejr i statens tjeneste eller – i nogle historiske traditioner – have fuldendt en udenlandsk krig. Triumfen bestod i praksis af en sejrsparade gennem byen Rom.
På dagen for sin triumf bar generalen en laurbærkrone og en helt lilla og guldbroderet triumftoga picta ("malet" toga), samt regalier, der identificerede ham som næsten guddommelig eller kongelig. I nogle beretninger var generalens ansigt malet rødt – måske for at efterligninge Roms højeste og mest magtfulde gud, Jupiter. Generalen kørte i en hestevogn anført af fire heste gennem Roms gader i ubevæbnet procession med sin hær, fanger og krigsbytte. Som del af triumfen, udførte han en ofring ved Jupiters Templet på Kapitol-højen.
Under den romerske republik kunne kun Senatet bevilge en triumf. Oprindelsen og udviklingen af denne ære er uklar: Romerske historikere placerede den første triumf i den mytiske fortid. Den republikanske moral krævede, at generalen opførte sig med værdig ydmyghed, som en dødelig borger, der triumferede på vegne af Roms Senat, folk og guder. Uundgåeligt gav triumfen generalen ekstraordinære muligheder for selvpromovering, foruden triumfens religiøse og militære betydning og dimension. De fleste triumf-fejringer omfattede en række populære spil og underholdning for den romerske befolkning.
De fleste romerske festivaler var faste punkter i kalenderen – knyttet til tilbedelsen af bestemte guder. Mens triumfoptoget kulminerede ved Jupiters tempel, fremmede selve processionen, de tilhørende festmåltider og de offentlige lege generalens status og præstation. I den sene republikanske æra blev triumferne lange og ekstravagante. De var motiveret af stigende konkurrence blandt de militær-politiske eventyrere, der kontrollerede Roms begyndende kejserrige. Nogle triumfer blev forlænget af flere dages offentlige spil og underholdning. Fra Principatet og fremefter afspejlede triumfen den kejserlige orden og den kejserlige families overlegenhed. Triumfen blev bevidst imiteret af middelalderlige og senere kongeriger i forbindelse med kroningsceremonier samt andre ceremonielle begivenheder.

## Baggrund og ceremonier

### Vir triumphalis
Under den romerske republik blev virkelig exceptionelle militære præstationer tildelt den størst mulige hæder, som forbandt den vir triumphalis ("triumfmand", senere kendt som en triumphator) til Roms mytiske og semi-mythiske fortid. I praksis var generalen tæt på at være "konge for en dag" – og muligvis tæt på guddommelighed. Han bar de regalier, der traditionelt blev forbundet med både det romerske kongerige og med Jupiter Capitolinus: den lilla og guld "toga picta", laurbærkrans, røde støvler og muligvis det rødmalede ansigt af Roms højeste guddom. Han blev ført i procession gennem byen af en hestevogn anført af fire heste frem til Templet til Jupiter Optimus Maximus, mens ligemænds blik fulgte ham og folkemængden tiljublede ham. Hans krigsbytte og fanger førte an, og hans hære fulgte bagefter. Når han nåede frem til Capitolens tempel, ofrede han to hvide okser til Jupiter og lagde et tegn på sejr foran Jupiter-statuen – hvilket dermed dedikerede triumfen til det romerske Senat, folket og guderne.

## Eksterne links
- Roman Triumph on World History Encyclopedia
- Fasti Triumphales på attalus.org. Delvis, kommenteret engelsk oversættelse. Fra A. Degrassis "Fasti Capitolini", 1954. Attalus.org